# Orobothriurus compagnuccii
Espèce
Orobothriurus compagnuccii est une espèce de scorpions de la famille des Bothriuridae.

## Distribution
Cette espèce est endémique de la province de La Rioja en Argentine. Elle se rencontre entre 3 200 et 3 900 m d'altitude dans la réserve provinciale Laguna Brava.

## Description
Le mâle holotype mesure 23,91 mm et la femelle paratype 26,80 mm, les mâles mesurent de 23,91 à 25,6 mm et les femelles de 24,5 à 30 mm.

## Étymologie
Cette espèce est nommée en l'honneur de Luis Alberto Compagnucci.